# The Woman in Me (Album)
The Woman in Me (englisch für „die Frau in mir“) ist das zweite Studioalbum der kanadischen Sängerin Shania Twain. Es erschien am 7. Februar 1995 über das Label Mercury Records. Nach dem großen Erfolg des Nachfolgealbums Come On Over wurde es im Jahr 2000 in Europa wiederveröffentlicht.

## Produktion
The Woman in Me wurde komplett von dem südafrikanischen Musikproduzenten Robert John „Mutt“ Lange produziert, der zusammen mit Shania Twain auch als Autor der Songs fungierte.

## Covergestaltung
Das Albumcover der ursprünglichen Version zeigt Shania Twain, die in Weiß gekleidet ist und den Betrachter ansieht. Der weiße Schriftzug Shania befindet sich am oberen Bildrand, während Twain am rechten Bildrand steht. Links unten befindet sich der Titel The Woman In Me in Weiß. Der Hintergrund ist grau gehalten. Auf dem Cover der Wiederveröffentlichung liegt Shania Twain bäuchlings auf einem Sofa, während sie den Betrachter anblickt. Im oberen Teil befinden sich die Schriftzüge Shania Twain in Beige und The Woman In Me in Weiß. Der Hintergrund ist ebenfalls grau gehalten.

## Titelliste
| #  | Titel                                          | Länge |
| -- | ---------------------------------------------- | ----- |
| 1  | Home Ain’t Where His Heart Is (Anymore)        | 4:13  |
| 2  | Any Man of Mine                                | 4:07  |
| 3  | Whose Bed Have Your Boots Been Under?          | 4:25  |
| 4  | (If You’re Not in It for Love) I’m Outta Here! | 4:30  |
| 5  | The Woman in Me (Needs the Man in You)         | 4:50  |
| 6  | Is There Life After Love?                      | 4:39  |
| 7  | If It Don’t Take Two                           | 3:40  |
| 8  | You Win My Love                                | 4:26  |
| 9  | Raining on Our Love                            | 4:38  |
| 10 | Leaving Is the Only Way Out                    | 4:07  |
| 11 | No One Needs to Know                           | 3:04  |
| 12 | God Bless the Child                            | 1:31  |

Bonussongs der Wiederveröffentlichung:
| #  | Titel | Länge |
| -- | --- | ----- |
| 13 | You Win My Love (Remix Edit)                                                                               | 3:54  |
| 14 | Medley (Home Ain’t Where His Heart Is (Anymore) / The Woman in Me / You’ve Got a Way (Live/Direct TV Mix)) | 7:25  |
| 15 | (If You’re Not in It for Love) I’m Outta Here! (Remix)                                                     | 4:21  |

## Rezeption
| Professionelle Bewertungen | Professionelle Bewertungen |
| -------------------------- | -------------------------- |
| Kritiken                   |                            |
| Quelle                     | Bewertung                  |
| allmusic                   | [ 3 ]                      |
| Rolling Stone              | [ 4 ]                      |

### Chartplatzierungen und Singles
The Woman in Me erreichte Platz fünf der US-amerikanischen Albumcharts und konnte sich insgesamt 107 Wochen in den Top 200 halten. Zudem belegte es Rang sechs in Kanada. Nach Wiederveröffentlichung erreichte es am 12. Juni 2000 für eine Woche Position 72 der deutschen Albumcharts. Des Weiteren belegte es unter anderem Platz sieben im Vereinigten Königreich, Rang fünf in Norwegen sowie Position 17 in Australien.
| ChartsChartplatzierungen       | Höchstplatzierung | Wochen |
| ------------------------------ | ----------------- | ------ |
| Deutschland (GfK)              | 72 (1 Wo.)        | 1      |
| Kanada (MC)                    | 6 (… Wo.)         | …      |
| Schweiz (IFPI)                 | 91 (1 Wo.)        | 1      |
| Vereinigte Staaten (Billboard) | 5 (107 Wo.)       | 107    |
| Vereinigtes Königreich (OCC)   | 7 (30 Wo.)        | 30     |

| ChartsJahrescharts (1995)      | Platzierung |
| ------------------------------ | ----------- |
| Vereinigte Staaten (Billboard) | 19          |

| ChartsJahrescharts (1996)      | Platzierung |
| ------------------------------ | ----------- |
| Vereinigte Staaten (Billboard) | 6           |

| ChartsJahrescharts (1997)      | Platzierung |
| ------------------------------ | ----------- |
| Vereinigte Staaten (Billboard) | 147         |

| ChartsJahrescharts (2000)    | Platzierung |
| ---------------------------- | ----------- |
| Vereinigtes Königreich (OCC) | 56          |

Acht der zwölf Lieder des Albums wurden als Singles ausgekoppelt: Whose Bed Have Your Boots Been Under?, Any Man of Mine, The Woman in Me (Needs the Man in You), (If You’re Not in It for Love) I’m Outta Here!, You Win My Love, No One Needs to Know, Home Ain’t where His Heart Is (Anymore) und God Bless the Child. Davon konnten sich Any Man of Mine / Whose Bed Have Your Boots Been Under?, (If You’re Not in It for Love) I’m Outta Here! / The Woman in Me und God Bless the Child in den US-amerikanischen Singlecharts platzieren.

### Auszeichnungen für Musikverkäufe
The Woman in Me wurde im Jahr 2000 in den Vereinigten Staaten für mehr als zwölf Millionen verkaufte Einheiten mit einer zwölffachen Platin-Schallplatte (entspricht einmal Diamant und zweimal Platin) ausgezeichnet. Im Vereinigten Königreich erhielt das Album ebenfalls 2000 für über 300.000 Verkäufe eine Platin-Schallplatte. Mit weltweit rund 20 Millionen verkauften Exemplaren zählt es zu den meistverkauften Musikalben der Geschichte.

| Land/Region                  | Auszeichnungen für Musikverkäufe (Land/Region, Auszeichnung, Verkäufe) | Verkäufe   |
| ---------------------------- | ---------------------------------------------------------------------- | ---------- |
| Australien (ARIA)            | 3× Platin                                                              | 210.000    |
| Kanada (MC)                  | 2× Diamant                                                             | 2.000.000  |
| Vereinigte Staaten (RIAA)    | 12× Platin                                                             | 12.000.000 |
| Vereinigtes Königreich (BPI) | Platin                                                                 | 300.000    |
| Insgesamt                    | 6× Platin · 3× Diamant ·                                               | 14.510.000 |

Hauptartikel: Shania Twain/Auszeichnungen für Musikverkäufe
Bei den Grammy Awards 1996 erhielt The Woman in Me den Preis in der Kategorie Best Country Album. Bis heute ist Shania Twain die einzige nicht aus den Vereinigten Staaten stammende Künstlerin, die diese Auszeichnung gewinnen konnte.